# Zwitserse parlementsverkiezingen 1854
De Zwitserse parlementsverkiezingen van 1854 vonden plaats op 29 oktober 1854. Er werden 120 leden van de Nationale Raad en 44 leden van de Kantonsraad verkozen. De linkse radicalen behaalden bij deze verkiezingen een meerderheid in de Nationale Raad van 82 van de 120 zetels. De derde legislatuur die hierop volgde ging van start op 4 december 1854 en duurde drie jaar.
Deze verkiezingen verliepen deels in een sfeer van spanningen en geweld. In Ticino werden de verkiezingen zelfs ongeldig verklaard. In de tumult die na deze verkiezingen ontstond in dit kanton kwam Francesco De Giorgi om het leven.

## Verloop van de verkiezingen

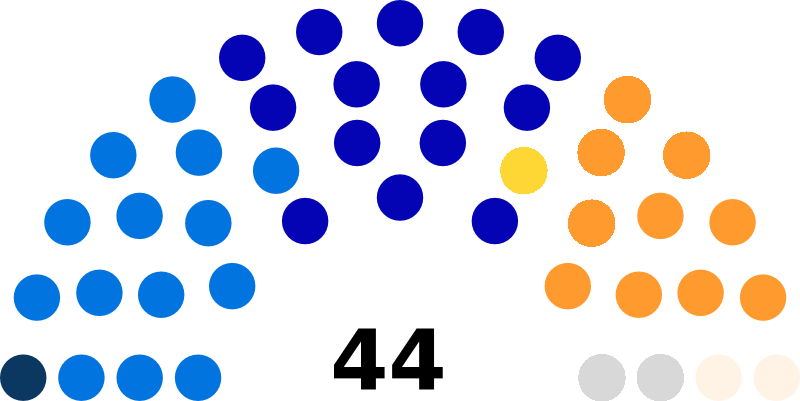
Zetelverdeling in de Kantonsraad.

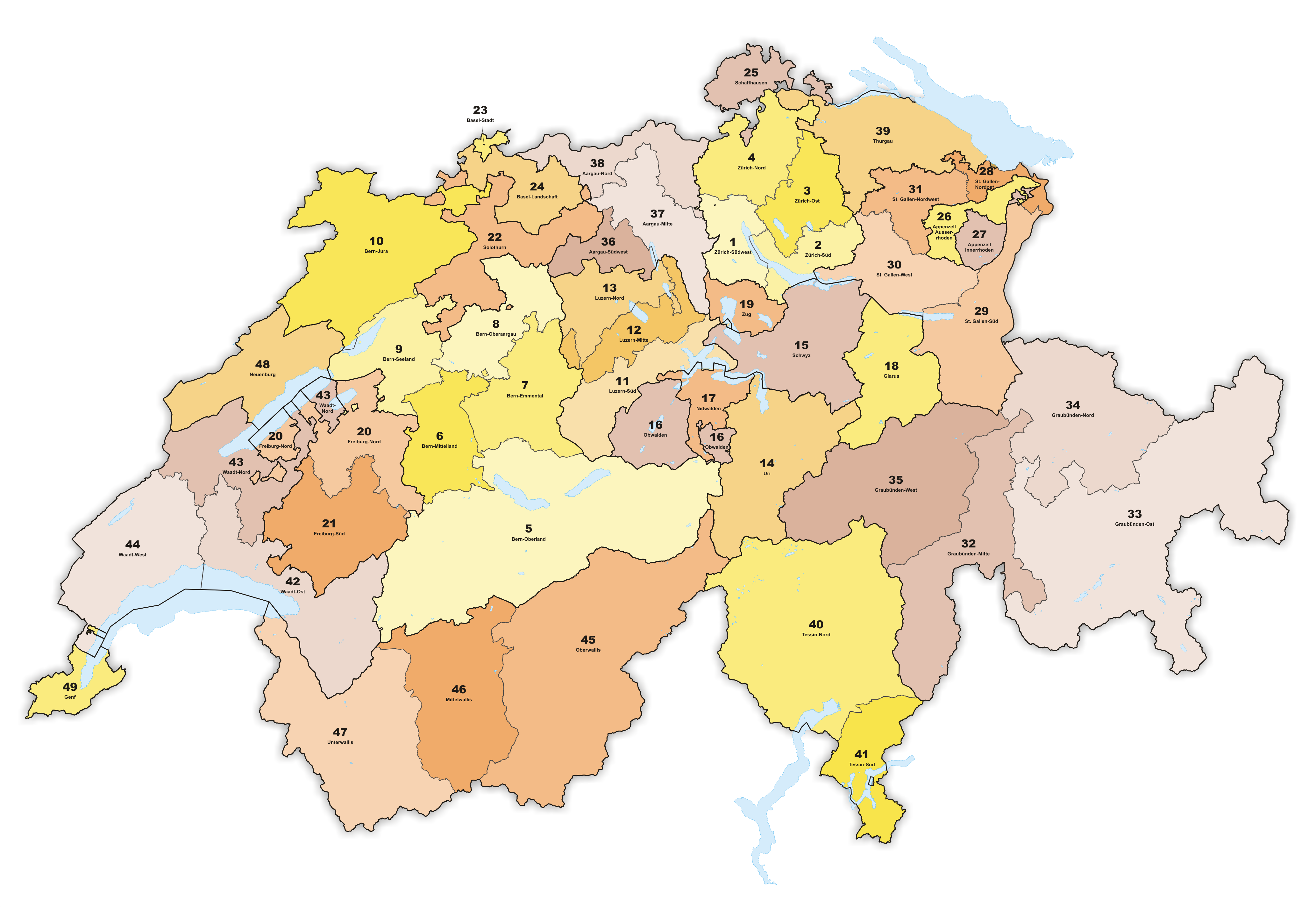
De 49 kiesdistricten zoals die golden voor de federale verkiezingen van 1851 tot die van 1860.

Net zoals bij de twee vorige verkiezingen, die van 1848 en die van 1851, behaalden ook nu de linkse radicalen een verkiezingsoverwinning. De gematigde liberalen behielden hun 14 zetels, ondanks een toegenomen stemmenaantal. De overige politieke strekkingen verloren stemmen.
Van de 517.641 stemgerechtigde mannen van 20 jaar en ouder namen 236.760 personen deel aan de verkiezingen, wat een opkomst betekende van 45,7%. Hierin zijn evenwel niet meegerekend de kiezers in de kantons Appenzell Innerrhoden, Appenzell Ausserrhoden, Glarus, Obwalden, Nidwalden en Uri, wiens volksvertegenwoordigers door de Landsgemeinden werden verkozen.

## Ongeldige verkiezingen in Ticino
In het kanton Ticino gingen de conservatieve katholieken en democratisch links, hoewel politiek zeer verschillend, een alliantie aan teneinde enige kantonnale autonomie te behouden tegenover de federale staat, die steeds machtiger werd. Beide politieke strekkingen kwamen dan ook op onder een eenheidslijst, waarvan de zes kandidaten werden verkozen. Deze eenheidslijst, die de lijst van de "Fusionisti" werd genoemd, viel niet in goede aarde bij de radicalen en de Neue Zürcher Zeitung, een krant van radicale strekking. Na de verkiezingen berichtte de krant als volgt: "We kregen een telegram uit Ticino dat meldde dat de verenigde oppositie er gewonnen had. We kunnen echter geen waarde hechten aan dit bericht. De mensen kunnen namelijk niet zo dom zijn dat zij hun meest capabele vertegenwoordigers zouden negeren."
Omdat er geen wettelijke regels bestonden die toelieten met een eenheidslijst op te komen, verklaarde de radicale meerderheid in de Nationale Raad de Ticinese verkiezingen ongeldig vanwege kiesfraude en het te laat bekendmaken van de uitslag door de kantonnale overheid. Men stelde immers schendingen vast van de federale wet van 21 december 1850 betreffende de verkiezingen van de Nationale Raad: de federale wet schreef voor dat de kiezers hun kiesrecht enkel mogen uitoefenen in de plaats van hun domicilie, terwijl een kantonnale wet in Ticino kiezers toeliet om in om het even welk kiesdistrict te stemmen, wat kiesfraude mogelijk zou maken. De Fusionisti-verkozenen verweet de kantonnale overheid, die eveneens door de radicalen werd gedomineerd, hierop hen te willen dwarsbomen.
Als gevolg van deze ongeldigheidsverklaring braken er onlusten uit in Ticino, waarbij op 20 februari 1855 in Locarno de radicaal Francesco De Giorgi om het leven kwam. Als gevolg hiervan ontstond de burgerbeweging Pronunciamento.
Op 11 maart 1855 vonden in het 40e en 41e kiesdistrict nieuwe verkiezingen plaats, waarbij de radicalen de zes betrokken zetels wisten te bemachtigen.

## Resultaat

### Algemeen
|  | Strekking/partij          | Ideologie                                          | Zetels Nationale Raad | Zetels Kantonsraad |
|  | ------------------------- | -------------------------------------------------- | --------------------- | ------------------ |
|  | linkse radicalen          | radicalen, radicaal-democraten, centrumlinks       | 82                    | 14                 |
|  | gematigde liberalen       | liberalen, gematigden, liberaaldemocraten, centrum | 16                    | 14                 |
|  | conservatieve katholieken | conservatieve katholieken, rechts                  | 14                    | 10                 |
|  | evangelisch rechts        | conservatieve protestanten, rechts                 | 6                     | 1                  |
|  | democratisch links        | links                                              | 2                     | 1                  |
|  | onafhankelijken           | onafhankelijk                                      | -                     | 2                  |
|  | vacant                    | vacant                                             | -                     | 2                  |

### Nationale Raad
| Kanton                 | Totaal | democratisch links | linkse radicalen | gematigde liberalen | evangelisch rechts | conservatieve katholieken |
| ---------------------- | ------ | ------------------ | ---------------- | ------------------- | ------------------ | ------------------------- |
| Zürich                 | 13     | 1                  | 11               | -                   | 1                  | -                         |
| Bern                   | 23     | -                  | 18 (+3)          | 1 (+1)              | 4 (-1)             | 0 (-3)                    |
| Luzern                 | 7      | -                  | 4                | 1                   | -                  | 2                         |
| Uri                    | 1      | -                  | -                | -                   | -                  | 1                         |
| Schwyz                 | 2      | -                  | 1 (+1)           | 0 (-1)              | -                  | 1                         |
| Nidwalden              | 1      | -                  | -                | -                   | -                  | 1                         |
| Obwalden               | 1      | -                  | -                | -                   | -                  | 1                         |
| Glarus                 | 2      | -                  | 2 (+1)           | 0 (-1)              | -                  | -                         |
| Zug                    | 1      | -                  | -                | -                   | -                  | 1                         |
| Fribourg               | 5      | -                  | 0 (-5)           | 2 (+2)              | -                  | 3 (+3)                    |
| Solothurn              | 3      | -                  | 1 (-2)           | 2 (+2)              | -                  | -                         |
| Bazel-Landschap        | 2      | 0 (-1)             | 2 (+1)           | -                   | -                  | -                         |
| Bazel-Stad             | 1      | -                  | -                | 1                   | -                  | -                         |
| Schaffhausen           | 2      | -                  | 1 (-1)           | 1 (+1)              | -                  | -                         |
| Appenzell Ausserrhoden | 2      | -                  | 2                | -                   | -                  | -                         |
| Appenzell Innerrhoden  | 1      | -                  | -                | -                   | -                  | 1                         |
| Sankt Gallen           | 8      | -                  | 7                | 1                   | -                  | -                         |
| Graubünden             | 4      | -                  | 2 (+1)           | 1 (-1)              | 1                  | -                         |
| Aargau                 | 10     | -                  | 7 (+3)           | 2 (-1)              | -                  | 1 (-2)                    |
| Thurgau                | 4      |                    | 3 (-1)           | 1 (+1)              | -                  | -                         |
| Ticino                 | 6      | -                  | 6 (+2)1          | 0 (-2)              | -                  | -                         |
| Vaud                   | 10     | 1 (-1)             | 9 (+4)           | 0 (-4)              | -                  | -                         |
| Wallis                 | 4      | -                  | 2                | -                   | -                  | 2                         |
| Neuchâtel              | 4      | -                  | 4                | -                   | -                  | -                         |
| Genève                 | 3      | -                  | 0 (-3)           | 3 (+3)              | -                  | -                         |
| Zwitserland            | 120    | 2 (-1)             | 82 (+4)          | 16                  | 6 (-1)             | 14 (-2)                   |